# Brave (singel Hanny Ferm)
Brave – singel Hanny Ferm, wydany 22 lutego 2020. Utwór napisali i skomponowali David Kjellstrand, Jimmy Jansson oraz Laurell Barker. 
Singel dotarł do 5. miejsca na oficjalnej szwedzkiej liście sprzedaży.

## Lista utworów
- Digital download[1]

1. „Brave” – 2:53
2. „Brave” (Instrumental) – 2:53

## Notowania
| Kraj    | Notowanie (2020)  | Najwyższa pozycja |
| ------- | ----------------- | ----------------- |
| Szwecja | Sverigetopplistan | 5                 |